# Søren Sørensen (orientalist)
 Der er flere personer med dette navn, se Søren Sørensen.
Søren Sørensen (født 23. november 1848 i Danstrup, Gerning Sogn ved Randers, død 8. december 1902 i København) var en dansk orientalist.

## Liv og virke
Han var husmandssøn og kom fra et fattigt hjem. På grund af sine fremragende evner blev han holdt til studeringerne ved bistand af filantropen Hans Puggaard og blev student 1867. Ved universtitet studerede han klassisk filologi under Madvig og tog filologisk embedseksamen 1874, men samtidig fik han dog tid til at studere slaviske sprog under C.W. Smith og sanskrit under N.L. Westergaard, til hvilket sidste studium han senere viede sine bedste kræfter.
En kort tid (1876-78) virkede han som lærer på Herlufsholm Kostskole, men vendte snart efter tilbage til København af hensyn til sit videnskabelige studium. Da det efter Westergaards død ikke lykkedes ham at få ansættelse ved universitetet, nedsatte han sig i København som privatlærer og stiftede undervisningsanstalten "Kjøbenhavn", hvorved han virkede i 16 år, men samtidig fortsatte han med utrolig energi sine sanskrit-studier, hvis første frugt var et betydningsfuldt arbejde "Om Mahabharata's Stilling i den indiske Litteratur", der skaffede ham doktorgraden i 1883. Ikke mindre betydelig var hans andet store arbejde: "Om Sanskrits Stilling i den alm. Sprogudvikling i Indien", der 1890 bragte ham Videnskabernes Selskabs guldmedalje (trykt i selskabets skrifter 1894). I 1891 vandt han universitetets guldmedalje ved en afhandling om Mitra-myten i "Mahabharata". I 1900 blev han medlem af Videnskabernes Selskab, og endelig 1902 blev han professor i indisk filologi ved universitetet, men desværre var hans helbred da undergravet af mangeårig overanstrengelse så, at han 7 måneder efter afgik ved døden, efterladende sig omfangsrige materialsamlinger til en index til "Mahabharata", hvoraf kun en mindre del lå fuldt færdig ved hans død, og hvis fremkomst imødesås med store forventninger. Da trykningen deraf netop var påbegyndt, besluttedes det at fortsætte og udgive det ved andres bistand, og under titlen An Index to the Names in the Mahabharata with short Explanations and a Concordance to the Bombay and Calcutta Editions and P. C. Roys Translation fortsattes og afsluttedes hele værket efterhånden i den følgende årrække (Part I—XIII, London 1904-25).

## Forfatterskab
Sørensens store lærdom satte sig også spor i hans talrige artikler til Salmonsens Leksikon og i adskillige mindre afhandlinger og anmeldelser, blandt hvilke fremhæves: "Til Spørgsmaalet om Aditya'erne" (i Festskrift til Vilh. Thomsen, 1894), "De homeriske Sjæle" (i Festskrift til J.L. Ussing, 1900), "Hvem var Prometheus, og hvorledes blev han Menneskets Skaber?" (i Nordisk Tidsskrift for Filologi, 3. række, IX, 1900), "Et Stykke indisk Religionshistorie" (i Videnskabernes Selskabs Oversigter, 1902). Desuden har han i indbydelsesskriftet til Herlufsholms lærde skole 1878 leveret en oversættelse af "Indiske Eventyr og Molbohistorier, efter 10. Bog af Somadevas Eventyrsamling", samt en afhandling "Om den lærde Skoles Ordning" (i Vor Ungdom, 1879).
Han er begravet på Assistens Kirkegård.